# Giao lộ Singal
Giao lộ Singal (Tiếng Hàn: 신갈 분기점, 신갈JC, Hanja: 新葛分岐點), còn được gọi là Singal JC, là một giao lộ nằm ở Singal-dong, Bojeong-dong và Mabuk-dong, Giheung-gu, Yongin-si, Gyeonggi-do, Hàn Quốc. Nó là điểm giao nhau giữa Đường cao tốc Gyeongbu và Đường cao tốc Yeongdong.

## Lịch sử
- 1 tháng 12 năm 1971: Hoạt động kinh doanh bắt đầu với việc mở đoạn Yongin ~ Saemal của Đường cao tốc Yeongdong[1]
- 31 tháng 12 năm 1987: Khu vực Singal-ri, Giheung-eup, Yongin-gun, được công bố là Giao lộ Singal trong quảng trường giao thông của các cơ sở quy hoạch đô thị ở thành phố Suwon[2]
- 29 tháng 11 năm 1991: Cải tạo giao lộ với việc mở Đường cao tốc Singal–Ansan[3]
- 22 tháng 1 năm 2003: Toàn bộ khu vực Singal-ri, Giheung-eup, được công bố là Giao lộ Singal tại Quảng trường Giao thông Cơ sở Quy hoạch Đô thị Yongin-si[4]
- 6 tháng 9 năm 2006: Thay đổi quảng trường giao thông cơ sở quy hoạch thành phố Yongin để cải thiện giao lộ[5][6]

## Thông tin cấu trúc
- Vị trí: Singal-dong, Bojeong-dong, Mabuk-dong, Giheung-gu, Yongin-si, Gyeonggi-do

## Kết nối các tuyến đường

### Hướng điBusan・Seoul
- Đường cao tốc Gyeongbu (Số 45)

### Hướng điIncheon・Gangneung
- Đường cao tốc Yeongdong (Số 13)

## Cấu trúc
Nó là một kiểu chồng cỏ ba lá, trong đó lối ra của Đường cao tốc Yeongdong được cuộn theo hướng ngược lại.
Cấu trúc đi qua một con suối nhỏ.

## Hình ảnh

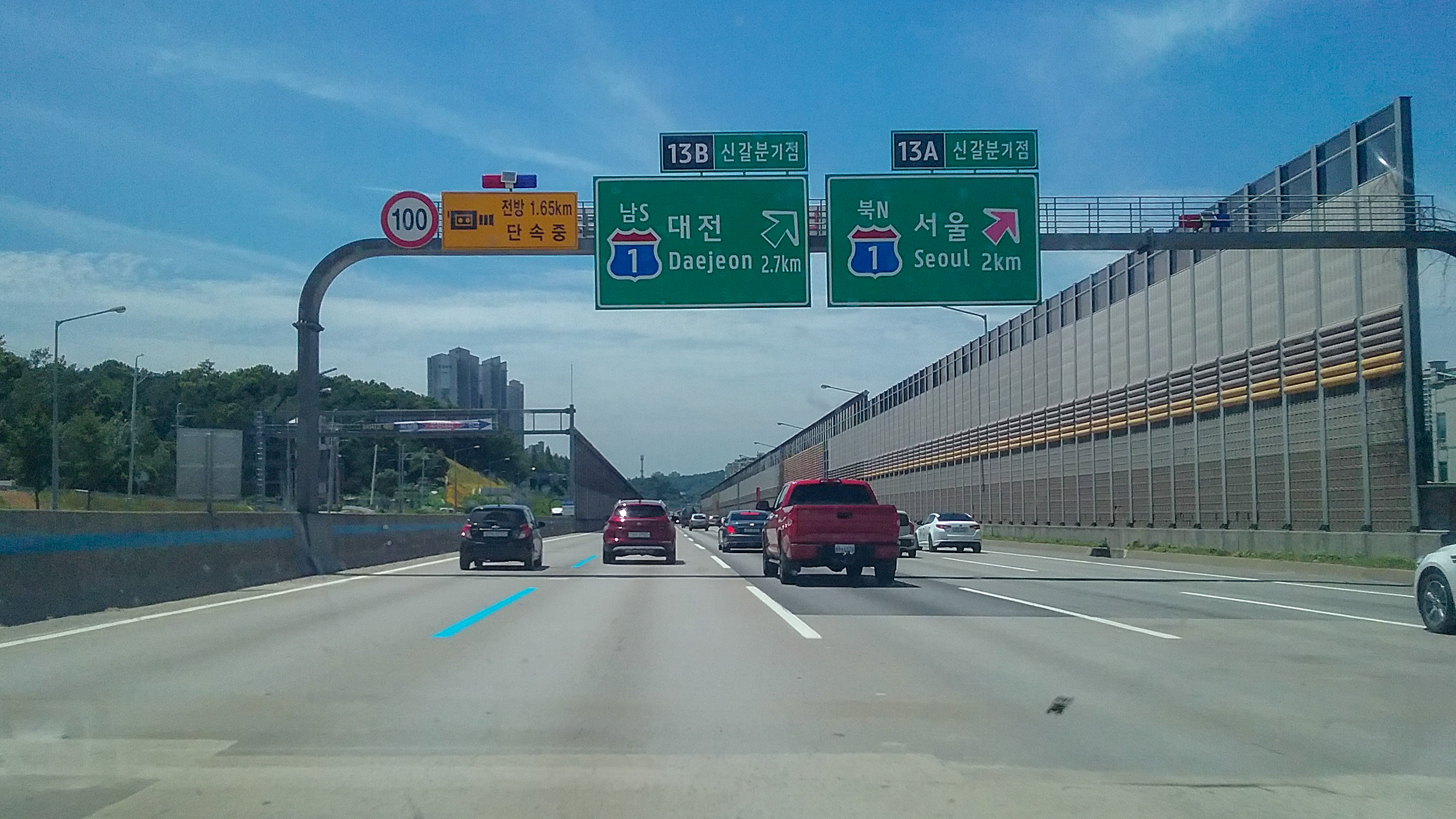
Biển báo đường cao tốc Yeongdong 2km (Hướng lên)
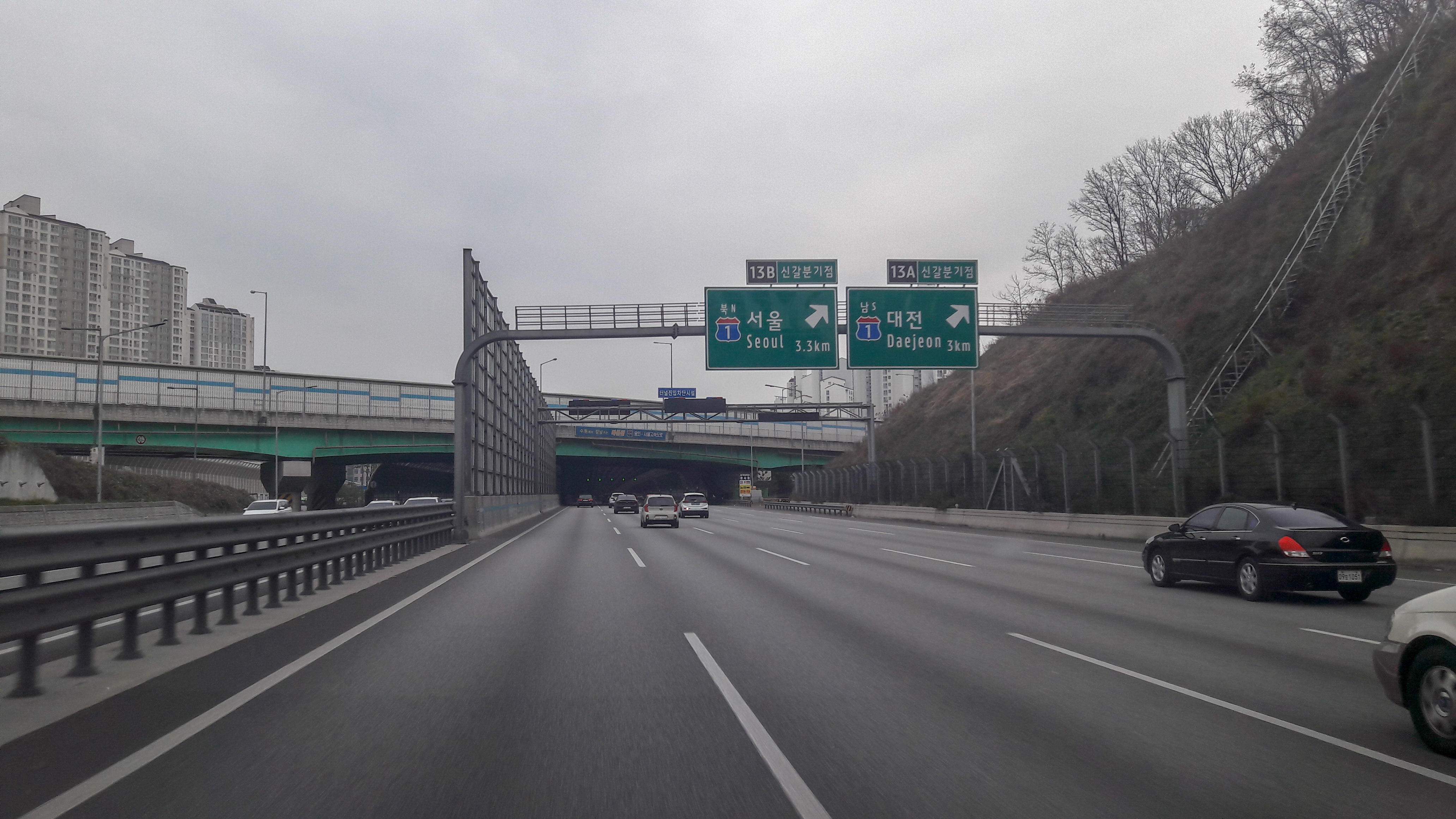
Biển báo đường cao tốc Yeongdong 3km (Hướng xuống)
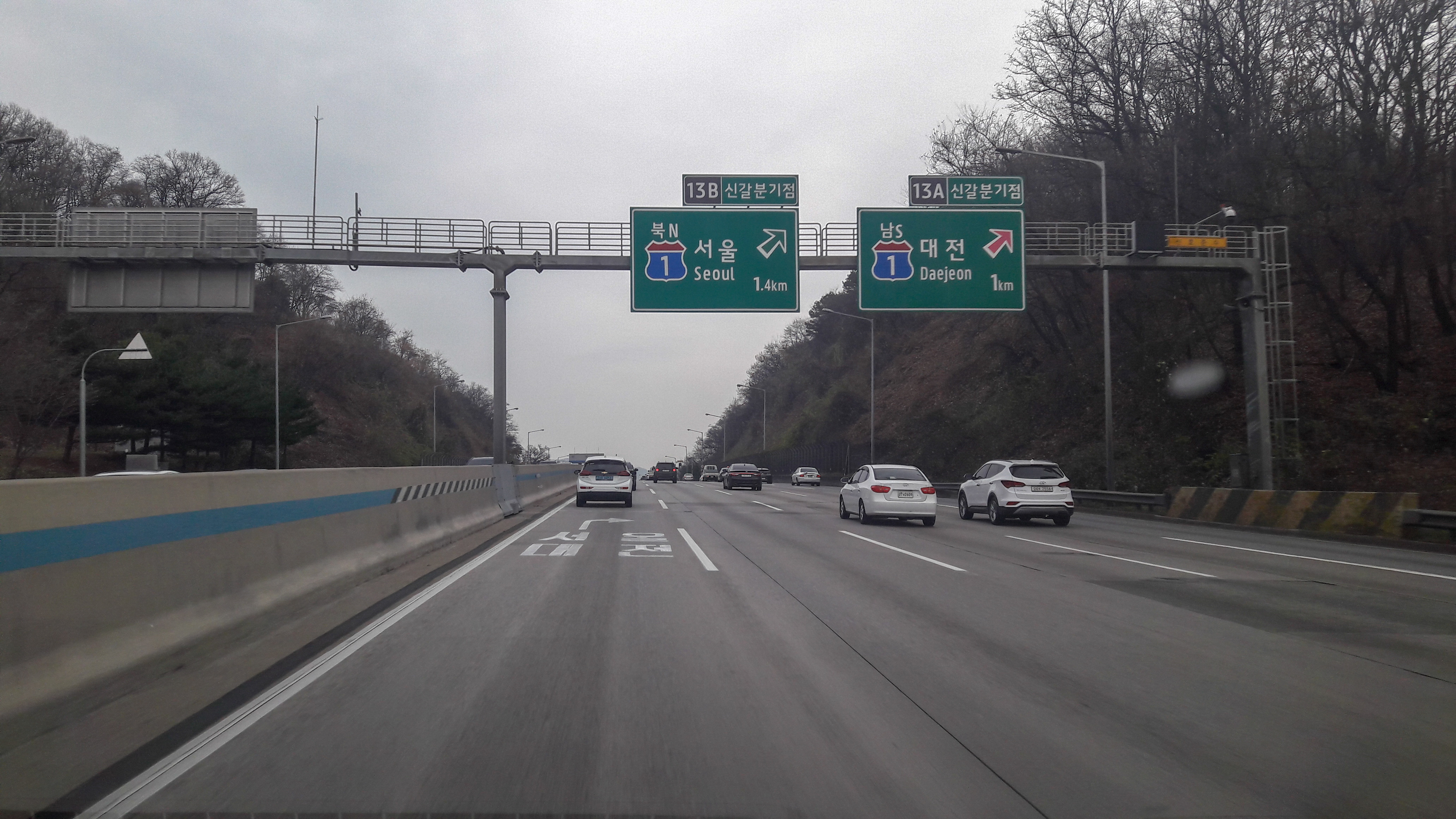
Biển báo đường cao tốc Yeongdong 1km (Hướng xuống)
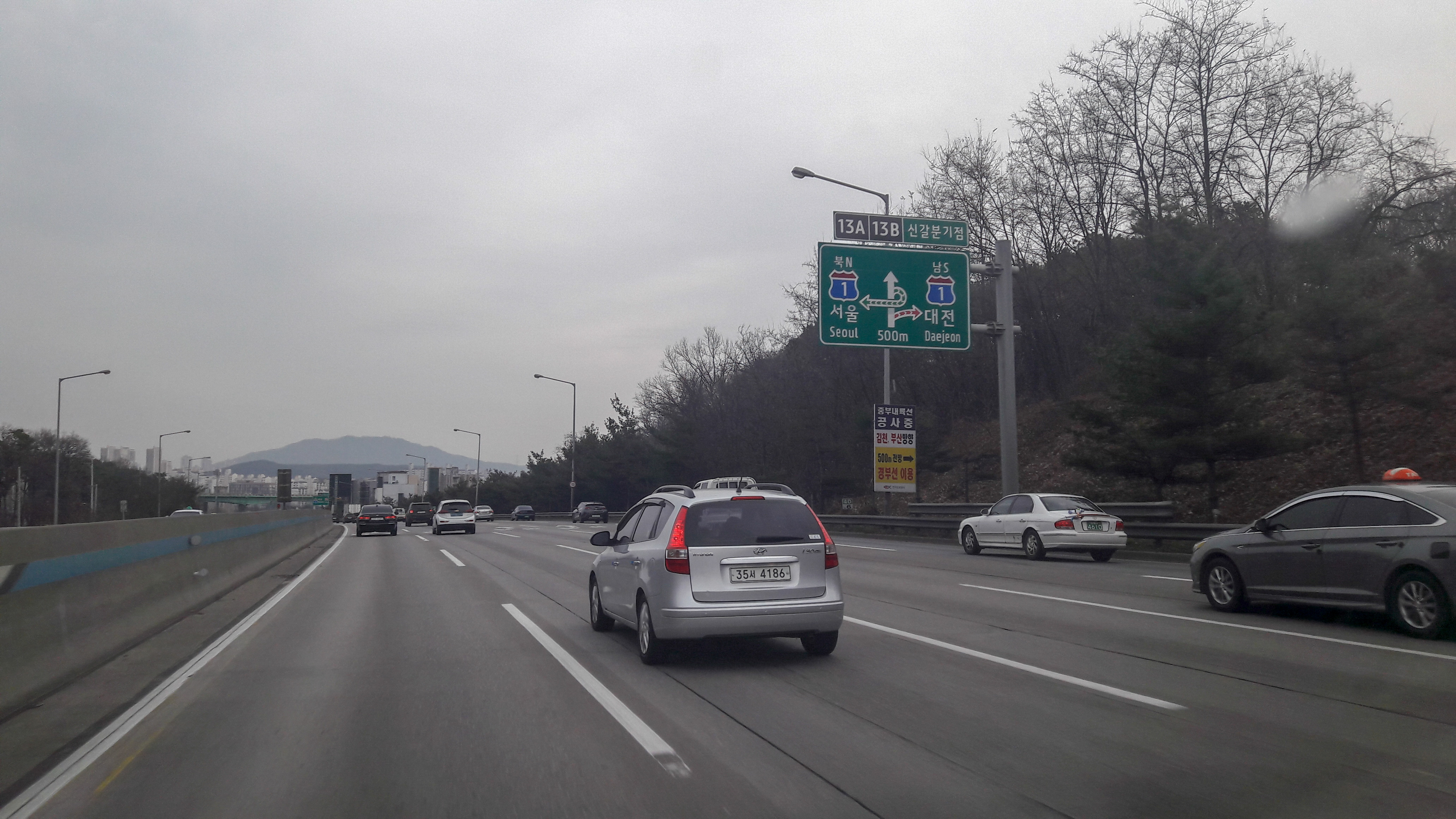
Biển báo đường cao tốc Yeongdong 500m (Hướng xuống)
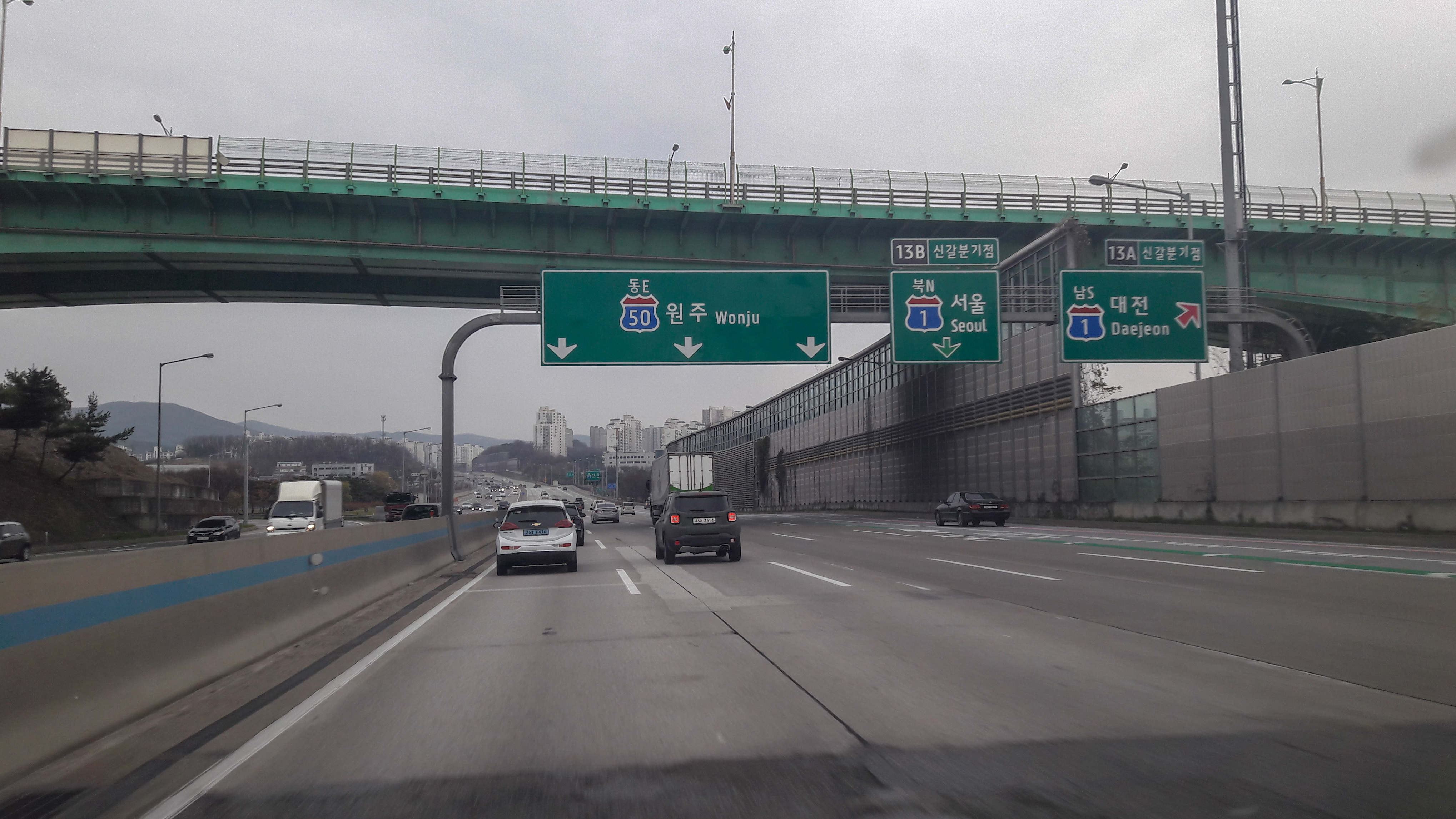
Biển báo 1 điểm trên đường cao tốc Yeongdong (Hướng xuống)
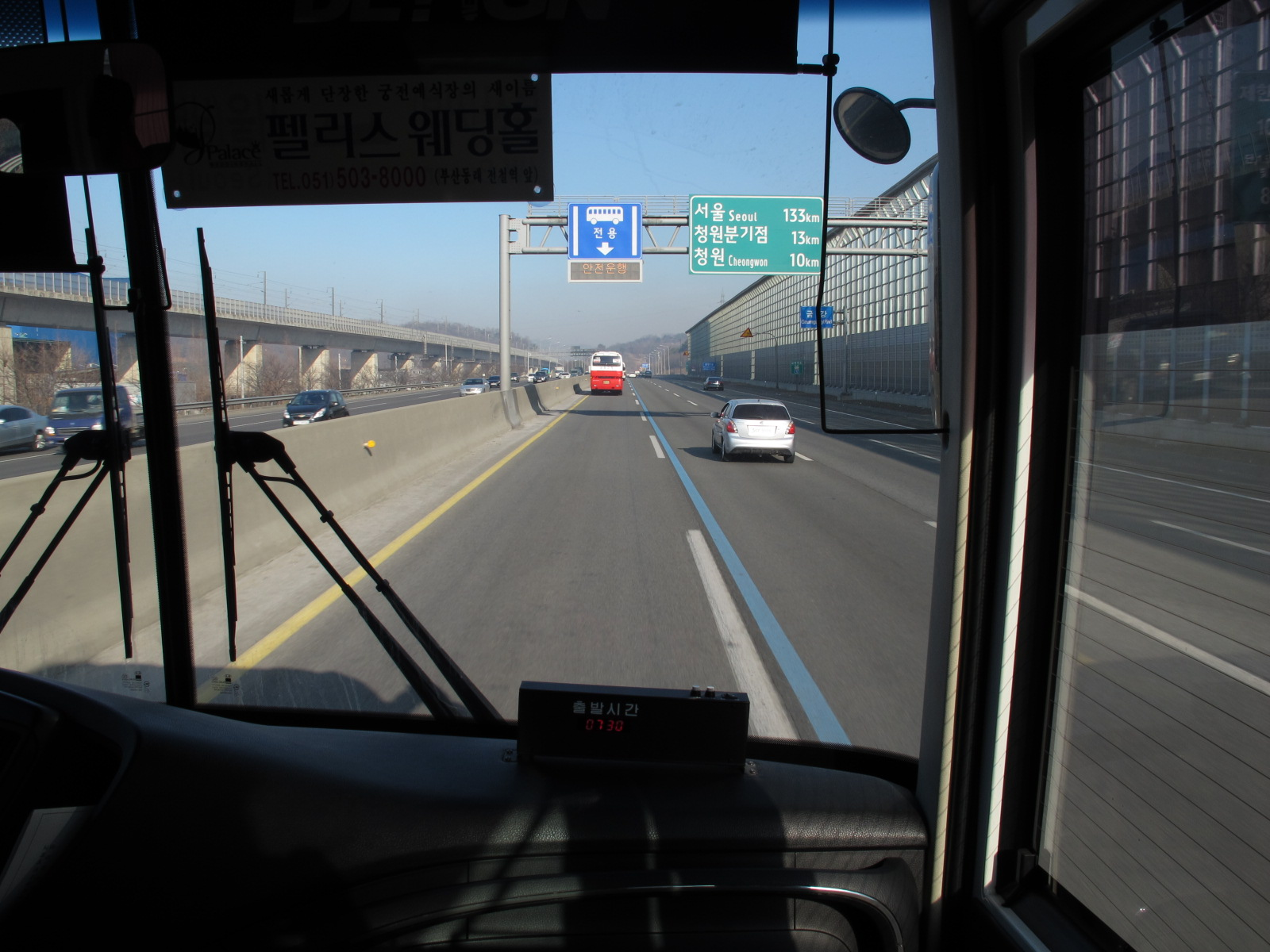
Biển báo Đường cao tốc Gyeongbu được chụp tại Giao lộ Singal (Hướng xuống)